# Chloroclystis pitoi
Chloroclystis pitoi là một loài bướm đêm trong họ Geometridae.